# Ron Miller
Ron Miller, född 28 augusti 1929, död 18 april 2010, var en friidrottare från Kanada. Han deltog vid olympiska sommarspelen 1952.